# Франкон, Мелли
Мелли Франкон (нем. Mellie Francon, род. 24 января 1982) — швейцарская сноубордистка, выступающая в сноубордкроссе.
Франкон впервые участвовала в международных соревнованиях 3 января 2004 года, когда стала второй в гонке FIS. Первый этап кубка мира для неё прошёл 16 января 2004 года, а первую победу она одержала 5 января 2006 года в Бад-Гаштайне. Через месяц она уже участвовала на зимних Олимпийских играх 2006 в Турине и стала пятой в сноубордкроссе.
Франкон пропустила следующий сезон 2006/07, но зато в следующем показала свой лучший результат в общем зачёте и в зачёте по сноубордкроссу. В следующем году она заняла своё единственной призовое место на чемпионатах мира, став третьей на чемпионате 2009.

## Призовые места на этапах кубка мира

### 1-е место
- 5 января 2006, Бад-Гаштайн, Австрия

### 2-е место
- 19 февраля 2009, Стоунем[англ.], Канада
- 13 сентября 2008, Чапелько, Аргентина
- 13 января 2008, Бад-Гаштайн, Австрия
- 29 сентября 2008, Валле Невадо, Чили
- 17 марта 2005, Тандодален, Швеция

### 3-е место
- 28 февраля 2009, Сандей Ривер, США
- 7 марта 2008, Стоунем[англ.], Канада
- 22 февраля 2008, Гудзо, Япония
- 15 февраля 2008, Сунгво, Южная Корея

## Зачёт кубка мира

### Общий зачёт
- 2005/06 — 16-е место (3040 очков)
- 2007/08 — 7-е место (4710 очков)
- 2008/09 — 12-е место (3750 очков)

### Зачёт по сноубордкроссу
- 2003/04 — 24-е место (900 очков)
- 2004/05 — 8-е место (2140 очков)
- 2005/06 — 5-е место (3040 очков)
- 2007/08 — 3-е место (4710 очков)
- 2008/09 — 7-е место (3750 очков)